# Gymnoscelis concinna
Gymnoscelis concinna là một loài bướm đêm trong họ Geometridae.